# Telenomus spilosomatis
Telenomus spilosomatis är en stekelart som beskrevs av William Harris Ashmead 1893. Telenomus spilosomatis ingår i släktet Telenomus och familjen Scelionidae. Inga underarter finns listade i Catalogue of Life.